# Henk Elenga
Henk R. Elenga (Rotterdam, 3 oktober 1947) is een kunstenaar, ontwerper, en fotograaf. 

## Leven en werk
Elenga studeerde van 1965 tot 1969 aan de Academie voor Beeldende Kunsten te Rotterdam. Hij was later enige tijd docent aan deze Academie. In de jaren zeventig maakte Elenga deel uit van de kern van het videoteam in het Rotterdamse Lijnbaancentrum samen met Wink van Kempen, Frédéric Kappelhof en Erik van Dieren.
In 1979 werd hij door Willem Kars gevraagd samen met Gerard Hadders en Rick Vermeulen en Tom van den Haspel mede-oprichter te zijn van het tijdschrift en later designbureau Hard Werken. Hij was daar tot 1997 betrokken, en had in die tijd leiding gegeven aan het Amerikaanse filiaal, LA Desk, van dit bureau in Los Angeles. Van 1990 tot 2010 was hij ook creatief directeur van Artpark.
Zijn fotografie werd in de jaren 80 gerekend tot de toonaangevende nieuwe ontwikkelingen bij jonge Nederlanders. Zo nam hij in 1986 deel aan een overzichtstentoonstelling in het Groninger Museum naast werk van kunstenaars als Piet van Leeuwen, Henk Tas, Lydia Schouten, Gerald van der Kaap, en Rommert Boonstra.

## Werk

### Exposities, een selectie
- 1986. Fotografie, Groninger Museum.[3]
- 2000. Henk Elenga, Index. Kunsthal, Rotterdam.
- 2010. Fantastische fotografie - de Rotterdamse School?, Historisch Museum Rotterdam.

### Publicaties, een selectie
- Kempen, Wink van (foto's); Henk Elenga (vormgeving omslag). De laffe nomaden. Gemeen Goed Uitgave, Rotterdam 1975.
- Henk Elenga, Ed van Hinte. Index, Kunsthal Rotterdam, 2000.
- Ian Horton, Bettina Furnée. One For All Hard Werken 1979-1994. Uitgeverij Valiz, Amsterdam 2018